# 劉邁
刘迈（4世纪—404年），字伯群，东晋彭城郡沛县（今江苏省沛县）人，刘毅之兄。
刘迈年轻时有才干，被荆州刺史殷仲堪任用为中兵参军。当时桓玄在江陵，豪横轻视殷仲堪，刘迈出言讥讽。殷仲堪非常害怕，让他回京师赴建康（今江苏省南京市）躲避桓玄。桓玄派人追杀，仅而获免。桓玄为太尉，权倾朝廷，刘迈到桓玄假卑词祝贺，深得桓玄欢心，桓玄用他为刑狱参军、竟陵郡太守。桓玄篡位，刘裕、刘毅等起兵讨伐桓玄，刘迈将要响应。他害怕惹祸，告知桓玄，封重安侯，不久又被桓玄所杀。